# 데이비드 라이언스
데이비드 라이언스(David Lyons, 1976년 4월 16일 ~ )는 오스트레일리아의 배우이다.

## 작품 목록

### 영화 출연
- 스톰 워닝 (2007, Storm Warning)
- Four (2008) - 단편
- 선인장 (2008, Cactus)
- 먹고 기도하고 사랑하라 (2010)
- 스워브 (2011, Swerve)
- My Mind's Own Melody (2012)
- 세이브 유어 레그스 (2012, Save Your Legs!)
- 케이트 맥콜 (2013)
- 세이프 헤이븐 (2013)
- 트루스 (2015)

### 텔레비전 출연
- ER (2008-09)
- 케이프맨 (2011, The Cape)
- 레볼루션 (2012-14)
- 침묵의 게임 (2016)
- 일렉트릭 드림스 (2017)
- 7초 (2018)

### 영화 연출
- Record (2013) - 각본 겸임 (단편)